# Amadou Tidjane Bal
Ahmedou Tidjane Bal (Kaédi, 15 de abril de 1949) es un político y jurista de Mauritania.
Cursó los estudios de Derecho en la Universidad de Argel y la Universidad Mohamed V, donde se doctoró, siendo además profesor de la Universidad de Burdeos durante el periodo de formación.
Ha sido abogado con despaco en la capital mauritana, Consejero jurídico de la Oficina de Naciones Unidas en Burundi (2005), desarrollando una intensa labor con la ONU en tareas y misiones en ese país, además de en Kenia y Somalia, y presidente de la Alta Autoridad Audiovisual de Mauritania (2006). En julio de 2008 fue nombrado ministro de Justicia en el gobierno de Yahya Ould Ahmed Waghf. Tras el golpe de Estado de agosto de ese año que depuso al presidente Sidi Mohamed Uld Cheij Abdallahi y al primer ministro, apoyó a la Junta militar y fue nombrado de nuevo Ministro en el gobierno surgido del golpe, con el primer ministro Mulay Uld Mohamed Laghdaf
Es miembro fundador de la Asociación Africana de Abogados y de la Liga Mauritana de derechos Humanos.